# Préfecture des Hauts-de-Seine
La Préfecture des Hauts-de-Seine es un rascacielos situado en el distrito de negocios de La Défense (Nanterre), cerca de París. 
Diseñado específicamente para albergar las oficinas administrativas de la prefectura del departamento de Hauts-de-Seine, el edificio tiene una base amplia debajo de su torre de 113 m (371 pies) de altura.